# 홍윤
홍윤(洪允, 1953년 10월 10일 ~ , 경남 함안)은 대한민국의 공무원이다. 

## 학력
- 연세대학교 천문기상학 학사
- 연세대학교 대학원 천문기상학 석사

## 경력
- 1997년 : 기상연구소 해양기상연구실장
- 1998년 : 기상청 예보국 예보관
- 2001년 : 기상청 예보국 예보관리과장
- 2004년 : 기상청 예보국장
- 2006년 : 기상청 기후국장
- 2007년 : 기상청 예보국장
- 2009년 : 기상청 차장

| 전임 윤성규 | 제4대 기상청 차장 2009년 3월 10일 ~ 2010년 3월 4일 | 후임 박광준 |